# Rosa Eckhaus
Das Rosa Eckhaus befindet sich an einem Kreuzpunkt zweier Straßenachsen, einer kleinen Platzsituation, in der Altstadt von Ingolstadt in der Schäffbräustraße 1. Das auf spätmittelalterliche und barockzeitliche Bausubstanz zurückgehende Wohngebäude ist unter der Aktennummer D-1-61-000-390 in der Denkmalliste Bayern eingetragen.

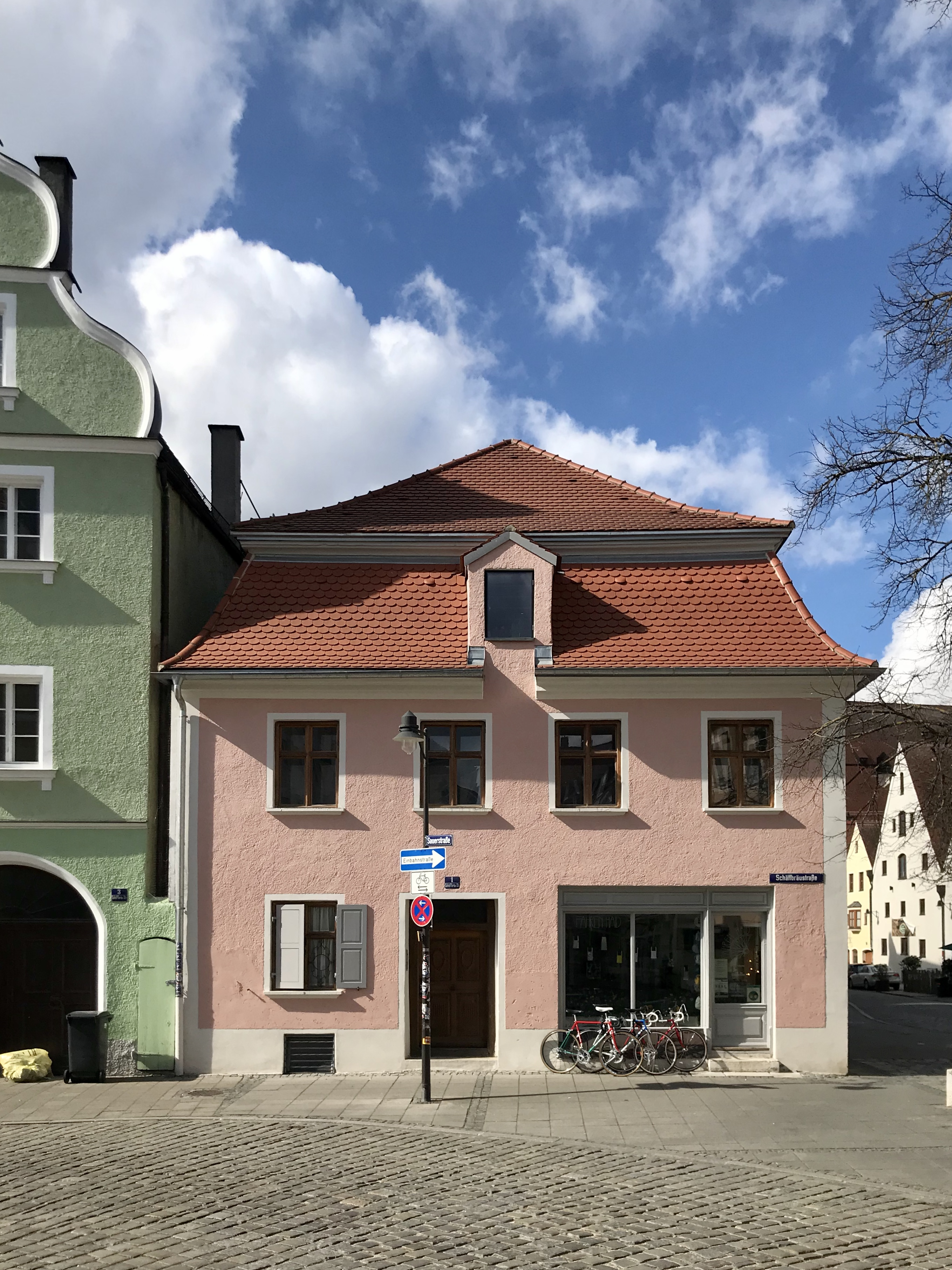
Hauptfassade

## Baugeschichte & Architektur

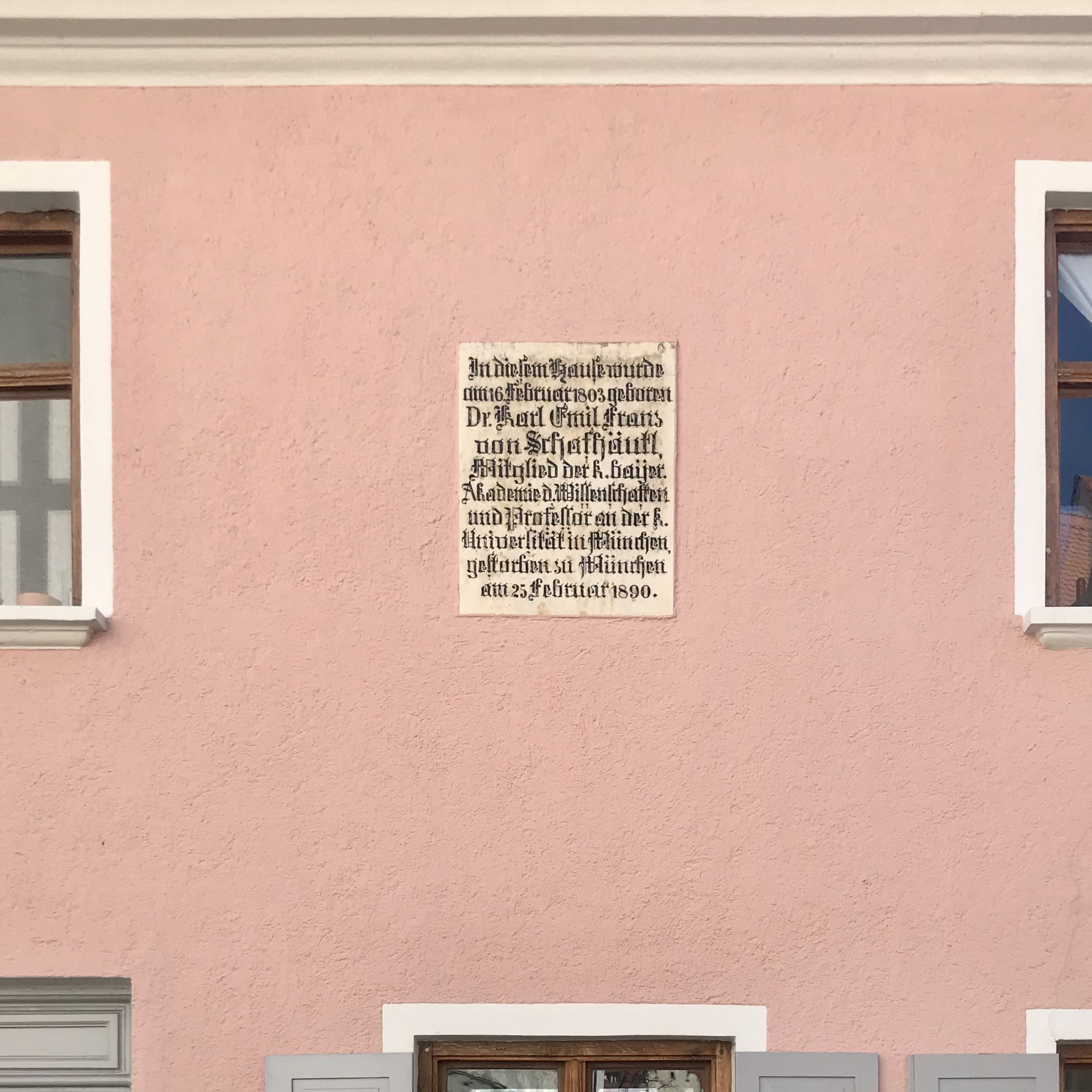
Gedenktafel an Karl Emil von Schafhäutl

Das zweigeschossige Eckhaus kann wegen seines barockzeitlichen Mansardwalmdaches, der Ausstattung – wie portalähnlich gerahmten Durchgängen von Flur zur Treppe, profilierten Stufen und Holzgeländer mit Rocaille-Ornamenten – und der Dachkonstruktion der 2. Hälfte des 18. Jahrhunderts zugeordnet werden. Der Keller weist jedoch auf Grund der Segmenttonnengewölbe auf das Spätmittelalter hin. Laut Sandtner-Modell handelte es sich bei dem Vorgängerbau um ein zweigeschossiges Giebelhaus. Der Laden im Erdgeschoss kam im Jahr 1886 hinzu. Die Eingangstür im Empire-Stil stammt aus dem Anfang des 19. Jahrhunderts. In den Jahren von 2017 bis 2019 wurde die ehemalige Bierschenke vom örtlichen Architekten und Denkmalpfleger Andreas Josef Mühlbauer in Zusammenarbeit mit Grad Ingenieure revitalisiert. Im Oktober 2019 wurde das Bauwerk vom Münchner Architekturfotografen Sebastians Schels fotografisch dokumentiert. 2024 vergaben die Jurymitglieder Lilitt Bollinger, Andreas Krawczyk und Laura Weißmüller den Preis an den Architekten Mühlbauer für seine Leidenschaft, Ernsthaftigkeit und Könnerschaft am genannten Bauwerk.
Karl Emil von Schafhäutl wurde 1803 als Sohn des Bierschenkers Franz Xaver Schafhäutl in der ehemaligen Trinkhalle geboren.

## Preise
- 2024: BDA Regionalpreis Oberbayern für Andreas Mühlbauer[5]

## Baudenkmal
Die ehemalige Trinkstube steht unter Denkmalschutz und ist im Denkmalatlas des Bayerischen Landesamtes für Denkmalpflege und in der Liste der Baudenkmäler in Ingolstadt eingetragen.